# Ollie Pope
Oliver John Douglas Pope (bekannt als Ollie Pope; * 2. Januar 1998 in London, Vereinigtes Königreich) ist ein englischer Cricketspieler, der seit 2018 für die englische Nationalmannschaft spielt.

## Aktive Karriere
Pope gab sein First-Class-Debüt für Surrey im März 2017. Für sie konnte er sich in allen drei Formaten in der Folge etablieren. Waren es zunächst seine Twenty20-Leistungen die ihn herausstechen ließen, konnte er dann jedoch im langen Format die wichtigsten Akzente setzen. So kam er im August 2018 gegen Indien zu seinem Test-Debüt. Im Winter kam er dann nicht zum Nationalmannschaftseinsatz und erhielt stattdessen Einsätze für die England Lions. Im April 2019 zog er sich eine Schulterverletzung zu und musste operiert werden, womit er einen Großteil der Saison verpasste. Im November war er dann in Neuseeland wieder im Test-Team und erzielte dort ein Fifty über 75 Runs. Darauf folgte die Tour in Südafrika, wo er neben zwei Fifties (61* und 56 Runs) sein erstes Century über 135* Runs aus 226 Bällen erzielte, wofür er als Spieler des Spiels ausgezeichnet wurde. Nach der Unterbrechung auf Grund der COVID-19-Pandemie erreichte er bei den Touren gegen die West Indies (91 Runs) und Pakistan (62 Runs) je ein Fifty. Doch verletzte er sich dabei erneut an der Schulte rund fiel für mehrere Monate aus. Im Sommer 2021 verletzte er sich am Oberschenkel und musste erneut aussetzen. Zum Ende der Saison gelang ihm ein Fifty über 81 Runs gegen Indien. Im Juni 2022 konnte er dann gegen Neuseeland ein Century über 145 Runs aus 239 Bällen im zweiten Test erzielten und fügte im dritten Spiel ein weiteres Fifty (82 Runs) hinzu. Zum Ende der Saison gelangen ihm gegen Südafrika zwei Fifties (73 und 67 Runs).
Die Saison 2022/23 begann er in Pakistan mit einem Century über 108 Runs aus 104 Bällen im ersten Spiel. In den weiteren beiden Tests erzielte er dann je ein Fifty (60 und 51 Runs). Beim Test gegen Irland im Juni 2023 gelang ihm ein Double-Century über 205 Runs aus 208 Bällen, wofür er als Spieler des Spiels ausgezeichnet wurde. Bei der folgenden Tour gegen England verletzte er sich erneut an der Schulter und musste die letzten drei Tests aussetzen. Im November wurde er in den ODI-Kader für die Tour in den West Indies berufen, kam dort jedoch nicht zum Einsatz. Im Januar 2024 erzielte er in Indien beim ersten Test ein Century über 196 Run aus 278 Bällen und wurde beim Sieg als Spieler des Spiels ausgezeichnet. Den Sommer begann er mit einem Fifty (57 Runs) im ersten Test gegen die West Indies. Im zweiten Spiel der Serie erreichte er ein Century über 121 Runs aus 167 Bällen im ersten Innings und ein weiteres Fifty (51 Runs) im zweiten, wofür er ausgezeichnet wurde. Nachdem sich Ben Stokes verletzt hatte, wurde er für die folgende Tour gegen Sri Lanka als Kapitän ernannt. Dabei erzielte er ein Century über 154 Runs aus 156 Bällen im abschließenden Test.